# Српски фудбалски клубови у европским такмичењима 2015/16.
Српски фудбалски клубови у европским такмичењима 2015/16. имали су четири представника:
- Партизан у квалификацијама за Лигу шампиона од другог кола као првак Суперлиге Србије;
- Црвена звезда у квалификацијама за Лигу Европе од првог кола као вицепрвак Суперлиге Србије;
- Чукарички у квалификацијама за Лигу Европе од првог кола као победник Купа Србије и трећепласирани тим Суперлиге Србије;
- Војводина у квалификацијама за Лигу Европе од првог кола као четвртопласирани тим Суперлиге Србије.

## Партизан у УЕФА Лиги шампиона

### Друго коло квалификација
| Партизан    | 1 : 0 Извештај | Дила Гори |
| ----------- | -------------- | --------- |
| Бабовић 83’ |                |           |

| Дила Гори | 0 : 2 Извештај | Партизан                  |
| --------- | -------------- | ------------------------- |
|           |                | Брашанац 37’ · Оумару 64’ |

Партизан се укупним резултатом 3:0 пласирао у треће коло квалификација за Лигу шампиона.

### Треће коло квалификација
| Стеауа Букурешт | 1 : 1 Извештај | Партизан      |
| --------------- | -------------- | ------------- |
| Варела 81’      |                | Вулићевић 62’ |

| Партизан                                                   | 4 : 2 Извештај | Стеауа Букурешт         |
| ---------------------------------------------------------- | -------------- | ----------------------- |
| Бабовић 8’ · Јевтовић 60’ · А. Живковић 69’ · Трујић 90+1’ |                | Муниру 11’ · Хамрун 33’ |

Партизан се укупним резултатом 5:3 пласирао у плеј-оф Лиге шампиона.

### Плеј-оф
| Бате Борисов | 1 : 0 Извештај | Партизан |
| ------------ | -------------- | -------- |
| Гордичук 75’ |                |          |

| Партизан                             | 2 : 1 Извештај | Бате Борисов |
| ------------------------------------ | -------------- | ------------ |
| Жавнерчик 74’ (а.г.) · Шапоњић 90+3’ |                | Стасевич 25’ |

Бате Борисов се након укупног резултата 2:2 на основу правила о броју постигнутих голова на гостујућем терену пласирао у групну фазу Лиге шампиона, док је Партизан такмичење наставио у групној фази Лиге Европе.

## Партизан у УЕФА Лиги Европе

### Група Л
Партизан је на жребу 28. августа 2015. из четвртог шешира сврстан у групу Л.
|    | Екипа          | Игр. | Поб. | Нер. | Пор. | Г+ | Г- | ГР | Бод. |
| -- | -------------- | ---- | ---- | ---- | ---- | -- | -- | -- | ---- |
| 1. | Атлетик Билбао | 6    | 4    | 1    | 1    | 16 | 8  | +8 | 13   |
| 2. | Аугзбург       | 6    | 3    | 0    | 3    | 12 | 11 | +1 | 9    |
| 3. | Партизан       | 6    | 3    | 0    | 3    | 10 | 14 | -4 | 9    |
| 4. | АЗ Алкмар      | 6    | 1    | 1    | 4    | 8  | 13 | -5 | 4    |

| Партизан                          | 3 : 2 Извештај | АЗ Алкмар                            |
| --------------------------------- | -------------- | ------------------------------------ |
| Оумару 11’, 40’ · А. Живковић 89’ |                | Ван дер Линден 34’ · Хенриксен 90+3’ |

| Аугзбург     | 1 : 3 Извештај | Партизан                            |
| ------------ | -------------- | ----------------------------------- |
| Бобадиља 58’ |                | А. Живковић 31’, 62’ · Фабрисио 54’ |

| Партизан | 0 : 2 Извештај | Атлетик Билбао              |
| -------- | -------------- | --------------------------- |
|          |                | Гарсија 32’ · Ечебарија 85’ |

| Атлетик Билбао                                                 | 5 : 1 Извештај | Партизан   |
| -------------------------------------------------------------- | -------------- | ---------- |
| Вилијамс 15’, 19’ · Ечебарија 40’ · Адуриз 71’ · Елустондо 81’ |                | Оумару 17’ |

| АЗ Алкмар | 1 : 2 Извештај | Партизан                     |
| --------- | -------------- | ---------------------------- |
| Дабни 48’ |                | Оумару 65’ · А. Живковић 89’ |

| Партизан   | 1 : 3 Извештај | Аугзбург                               |
| ---------- | -------------- | -------------------------------------- |
| Оумару 11’ |                | Хонг 45+2’ · Верхаг 51’ · Бобадиља 89’ |

## Црвена звезда у УЕФА Лиги Европе

### Прво коло квалификација
| Црвена звезда | 0 : 2 Извештај | Каират                 |
| ------------- | -------------- | ---------------------- |
|               |                | Гоу 45’ · Кунтајев 64’ |

| Каират                  | 2 : 1 Извештај | Црвена звезда        |
| ----------------------- | -------------- | -------------------- |
| Исламкан 29’ · Куат 47’ |                | Савићевић 85’ (пен.) |

Каират се укупним резултатом 4:1 пласирао у друго коло квалификација за Лигу Европе.

## Чукарички у УЕФА Лиги Европе

### Прво коло квалификација
| Домжале | 0 : 1 Извештај | Чукарички        |
| ------- | -------------- | ---------------- |
|         |                | Матић 43’ (пен.) |

| Чукарички | 0 : 0 Извештај | Домжале |
| --------- | -------------- | ------- |
|           |                |         |

Чукарички се укупним резултатом 1:0 пласирао у друго коло квалификација за Лигу Европе.

### Друго коло квалификација
| Чукарички              | 1 : 0 Извештај | Габала |
| ---------------------- | -------------- | ------ |
| Стојиљковић 53’ (пен.) |                |        |

| Габала         | 2 : 0 Извештај | Чукарички |
| -------------- | -------------- | --------- |
| Зењов 39’, 53’ |                |           |

Габала се укупним резултатом 2:1 пласирала у треће коло квалификација за Лигу Европе.

## Војводина у УЕФА Лиги Европе

### Прво коло квалификација
| МТК Будимпешта | 0 : 0 Извештај | Војводина |
| -------------- | -------------- | --------- |
|                |                |           |

| Војводина                                      | 3 : 1 Извештај | МТК Будимпешта |
| ---------------------------------------------- | -------------- | -------------- |
| Станисављевић 14’ · Мрдаковић 40’ · Иванић 51’ |                | Стрештик 3’    |

Војводина се укупним резултатом 3:1 пласирала у друго коло квалификација за Лигу Европе.

### Друго коло квалификација
| Војводина                                               | 3 : 0 Извештај | Спартакс Јурмала |
| ------------------------------------------------------- | -------------- | ---------------- |
| Станисављевић 6’ · Мрдаковић 16’ · Мицкевичс 88’ (а.г.) |                |                  |

| Спартакс Јурмала | 1 : 1 Извештај | Војводина  |
| ---------------- | -------------- | ---------- |
| Виваква 90+3’    |                | Кордић 86’ |

Војводина се укупним резултатом 4:1 пласирала у треће коло квалификација за Лигу Европе.

### Треће коло квалификација
| Сампдорија | 0 : 4 Извештај | Војводина                                           |
| ---------- | -------------- | --------------------------------------------------- |
|            |                | Иванић 4’ · Станисављевић 49’ · Ожеговић 58’, 90+1’ |

| Војводина | 0 : 2 Извештај | Сампдорија            |
| --------- | -------------- | --------------------- |
|           |                | Едер 15’ · Мурјел 70’ |

Војводина се укупним резултатом 4:2 пласирала у плеј-оф Лиге Европе.

### Плеј-оф
| Викторија Плзењ            | 3 : 0 Извештај | Војводина |
| -------------------------- | -------------- | --------- |
| Копиц 25’, 82’ · Ванек 51’ |                |           |

| Војводина | 0 : 2 Извештај | Викторија Плзењ              |
| --------- | -------------- | ---------------------------- |
|           |                | Ђурић 19’ (а.г.) · Дуриш 60’ |

Викторија Плзењ се укупним резултатом 5:0 пласирала у групну фазу Лиге Европе.

## Биланс успешности
|   | Екипа         | Такмичење     | Ута. | Поб. | Нер. | Пор. | ГД | ГП | Домет                    |
| - | ------------- | ------------- | ---- | ---- | ---- | ---- | -- | -- | ------------------------ |
| 1 | Партизан      | Лига шампиона | 6    | 4    | 1    | 1    | 10 | 5  | плеј-оф                  |
|   | Партизан      | Лига Европе   | 6    | 3    | 0    | 3    | 10 | 14 | група Л                  |
| 2 | Црвена звезда | Лига Европе   | 2    | 0    | 0    | 2    | 1  | 4  | прво коло квалификација  |
| 3 | Чукарички     | Лига Европе   | 4    | 2    | 1    | 1    | 2  | 2  | друго коло квалификација |
| 4 | Војводина     | Лига Европе   | 8    | 3    | 2    | 3    | 11 | 9  | плеј-оф                  |